# Вторгнення (шахи)
Вторгнення — проникнення фігур атакувальної сторони в табір супротивника. 
Нерідко супроводжується раптовими пішаковими ударами, позиційними жертвами фігур. Підготовка ведеться шляхом визначення головної ділянки для вторгнення, зосередження на ній атакувальних сил, роз'єднання сил і ослаблення позиції супротивника, позбавлення його контргри. 

## Приклад
|   | a | b | c | d | e | f | g | h |   |
| 8 | a8 чорна тура · b8 чорний кінь · d8 чорний ферзь · e8 чорна тура · f8 чорний слон · g8 чорний король · b7 чорний пішак · c7 чорний пішак · f7 чорний пішак · g7 чорний пішак · h7 чорний пішак · a5 чорний пішак · d5 чорний слон · e5 чорний пішак · a4 білий ферзь · a3 білий пішак · d3 білий пішак · e3 білий слон · f3 білий кінь · g3 білий пішак · b2 білий пішак · c2 біла тура · e2 білий пішак · f2 білий пішак · g2 білий слон · h2 білий пішак · c1 біла тура · g1 білий король | a8 чорна тура · b8 чорний кінь · d8 чорний ферзь · e8 чорна тура · f8 чорний слон · g8 чорний король · b7 чорний пішак · c7 чорний пішак · f7 чорний пішак · g7 чорний пішак · h7 чорний пішак · a5 чорний пішак · d5 чорний слон · e5 чорний пішак · a4 білий ферзь · a3 білий пішак · d3 білий пішак · e3 білий слон · f3 білий кінь · g3 білий пішак · b2 білий пішак · c2 біла тура · e2 білий пішак · f2 білий пішак · g2 білий слон · h2 білий пішак · c1 біла тура · g1 білий король | a8 чорна тура · b8 чорний кінь · d8 чорний ферзь · e8 чорна тура · f8 чорний слон · g8 чорний король · b7 чорний пішак · c7 чорний пішак · f7 чорний пішак · g7 чорний пішак · h7 чорний пішак · a5 чорний пішак · d5 чорний слон · e5 чорний пішак · a4 білий ферзь · a3 білий пішак · d3 білий пішак · e3 білий слон · f3 білий кінь · g3 білий пішак · b2 білий пішак · c2 біла тура · e2 білий пішак · f2 білий пішак · g2 білий слон · h2 білий пішак · c1 біла тура · g1 білий король | a8 чорна тура · b8 чорний кінь · d8 чорний ферзь · e8 чорна тура · f8 чорний слон · g8 чорний король · b7 чорний пішак · c7 чорний пішак · f7 чорний пішак · g7 чорний пішак · h7 чорний пішак · a5 чорний пішак · d5 чорний слон · e5 чорний пішак · a4 білий ферзь · a3 білий пішак · d3 білий пішак · e3 білий слон · f3 білий кінь · g3 білий пішак · b2 білий пішак · c2 біла тура · e2 білий пішак · f2 білий пішак · g2 білий слон · h2 білий пішак · c1 біла тура · g1 білий король | a8 чорна тура · b8 чорний кінь · d8 чорний ферзь · e8 чорна тура · f8 чорний слон · g8 чорний король · b7 чорний пішак · c7 чорний пішак · f7 чорний пішак · g7 чорний пішак · h7 чорний пішак · a5 чорний пішак · d5 чорний слон · e5 чорний пішак · a4 білий ферзь · a3 білий пішак · d3 білий пішак · e3 білий слон · f3 білий кінь · g3 білий пішак · b2 білий пішак · c2 біла тура · e2 білий пішак · f2 білий пішак · g2 білий слон · h2 білий пішак · c1 біла тура · g1 білий король | a8 чорна тура · b8 чорний кінь · d8 чорний ферзь · e8 чорна тура · f8 чорний слон · g8 чорний король · b7 чорний пішак · c7 чорний пішак · f7 чорний пішак · g7 чорний пішак · h7 чорний пішак · a5 чорний пішак · d5 чорний слон · e5 чорний пішак · a4 білий ферзь · a3 білий пішак · d3 білий пішак · e3 білий слон · f3 білий кінь · g3 білий пішак · b2 білий пішак · c2 біла тура · e2 білий пішак · f2 білий пішак · g2 білий слон · h2 білий пішак · c1 біла тура · g1 білий король | a8 чорна тура · b8 чорний кінь · d8 чорний ферзь · e8 чорна тура · f8 чорний слон · g8 чорний король · b7 чорний пішак · c7 чорний пішак · f7 чорний пішак · g7 чорний пішак · h7 чорний пішак · a5 чорний пішак · d5 чорний слон · e5 чорний пішак · a4 білий ферзь · a3 білий пішак · d3 білий пішак · e3 білий слон · f3 білий кінь · g3 білий пішак · b2 білий пішак · c2 біла тура · e2 білий пішак · f2 білий пішак · g2 білий слон · h2 білий пішак · c1 біла тура · g1 білий король | a8 чорна тура · b8 чорний кінь · d8 чорний ферзь · e8 чорна тура · f8 чорний слон · g8 чорний король · b7 чорний пішак · c7 чорний пішак · f7 чорний пішак · g7 чорний пішак · h7 чорний пішак · a5 чорний пішак · d5 чорний слон · e5 чорний пішак · a4 білий ферзь · a3 білий пішак · d3 білий пішак · e3 білий слон · f3 білий кінь · g3 білий пішак · b2 білий пішак · c2 біла тура · e2 білий пішак · f2 білий пішак · g2 білий слон · h2 білий пішак · c1 біла тура · g1 білий король | 8 |
| 7 | a8 чорна тура · b8 чорний кінь · d8 чорний ферзь · e8 чорна тура · f8 чорний слон · g8 чорний король · b7 чорний пішак · c7 чорний пішак · f7 чорний пішак · g7 чорний пішак · h7 чорний пішак · a5 чорний пішак · d5 чорний слон · e5 чорний пішак · a4 білий ферзь · a3 білий пішак · d3 білий пішак · e3 білий слон · f3 білий кінь · g3 білий пішак · b2 білий пішак · c2 біла тура · e2 білий пішак · f2 білий пішак · g2 білий слон · h2 білий пішак · c1 біла тура · g1 білий король | a8 чорна тура · b8 чорний кінь · d8 чорний ферзь · e8 чорна тура · f8 чорний слон · g8 чорний король · b7 чорний пішак · c7 чорний пішак · f7 чорний пішак · g7 чорний пішак · h7 чорний пішак · a5 чорний пішак · d5 чорний слон · e5 чорний пішак · a4 білий ферзь · a3 білий пішак · d3 білий пішак · e3 білий слон · f3 білий кінь · g3 білий пішак · b2 білий пішак · c2 біла тура · e2 білий пішак · f2 білий пішак · g2 білий слон · h2 білий пішак · c1 біла тура · g1 білий король | a8 чорна тура · b8 чорний кінь · d8 чорний ферзь · e8 чорна тура · f8 чорний слон · g8 чорний король · b7 чорний пішак · c7 чорний пішак · f7 чорний пішак · g7 чорний пішак · h7 чорний пішак · a5 чорний пішак · d5 чорний слон · e5 чорний пішак · a4 білий ферзь · a3 білий пішак · d3 білий пішак · e3 білий слон · f3 білий кінь · g3 білий пішак · b2 білий пішак · c2 біла тура · e2 білий пішак · f2 білий пішак · g2 білий слон · h2 білий пішак · c1 біла тура · g1 білий король | a8 чорна тура · b8 чорний кінь · d8 чорний ферзь · e8 чорна тура · f8 чорний слон · g8 чорний король · b7 чорний пішак · c7 чорний пішак · f7 чорний пішак · g7 чорний пішак · h7 чорний пішак · a5 чорний пішак · d5 чорний слон · e5 чорний пішак · a4 білий ферзь · a3 білий пішак · d3 білий пішак · e3 білий слон · f3 білий кінь · g3 білий пішак · b2 білий пішак · c2 біла тура · e2 білий пішак · f2 білий пішак · g2 білий слон · h2 білий пішак · c1 біла тура · g1 білий король | a8 чорна тура · b8 чорний кінь · d8 чорний ферзь · e8 чорна тура · f8 чорний слон · g8 чорний король · b7 чорний пішак · c7 чорний пішак · f7 чорний пішак · g7 чорний пішак · h7 чорний пішак · a5 чорний пішак · d5 чорний слон · e5 чорний пішак · a4 білий ферзь · a3 білий пішак · d3 білий пішак · e3 білий слон · f3 білий кінь · g3 білий пішак · b2 білий пішак · c2 біла тура · e2 білий пішак · f2 білий пішак · g2 білий слон · h2 білий пішак · c1 біла тура · g1 білий король | a8 чорна тура · b8 чорний кінь · d8 чорний ферзь · e8 чорна тура · f8 чорний слон · g8 чорний король · b7 чорний пішак · c7 чорний пішак · f7 чорний пішак · g7 чорний пішак · h7 чорний пішак · a5 чорний пішак · d5 чорний слон · e5 чорний пішак · a4 білий ферзь · a3 білий пішак · d3 білий пішак · e3 білий слон · f3 білий кінь · g3 білий пішак · b2 білий пішак · c2 біла тура · e2 білий пішак · f2 білий пішак · g2 білий слон · h2 білий пішак · c1 біла тура · g1 білий король | a8 чорна тура · b8 чорний кінь · d8 чорний ферзь · e8 чорна тура · f8 чорний слон · g8 чорний король · b7 чорний пішак · c7 чорний пішак · f7 чорний пішак · g7 чорний пішак · h7 чорний пішак · a5 чорний пішак · d5 чорний слон · e5 чорний пішак · a4 білий ферзь · a3 білий пішак · d3 білий пішак · e3 білий слон · f3 білий кінь · g3 білий пішак · b2 білий пішак · c2 біла тура · e2 білий пішак · f2 білий пішак · g2 білий слон · h2 білий пішак · c1 біла тура · g1 білий король | a8 чорна тура · b8 чорний кінь · d8 чорний ферзь · e8 чорна тура · f8 чорний слон · g8 чорний король · b7 чорний пішак · c7 чорний пішак · f7 чорний пішак · g7 чорний пішак · h7 чорний пішак · a5 чорний пішак · d5 чорний слон · e5 чорний пішак · a4 білий ферзь · a3 білий пішак · d3 білий пішак · e3 білий слон · f3 білий кінь · g3 білий пішак · b2 білий пішак · c2 біла тура · e2 білий пішак · f2 білий пішак · g2 білий слон · h2 білий пішак · c1 біла тура · g1 білий король | 7 |
| 6 | a8 чорна тура · b8 чорний кінь · d8 чорний ферзь · e8 чорна тура · f8 чорний слон · g8 чорний король · b7 чорний пішак · c7 чорний пішак · f7 чорний пішак · g7 чорний пішак · h7 чорний пішак · a5 чорний пішак · d5 чорний слон · e5 чорний пішак · a4 білий ферзь · a3 білий пішак · d3 білий пішак · e3 білий слон · f3 білий кінь · g3 білий пішак · b2 білий пішак · c2 біла тура · e2 білий пішак · f2 білий пішак · g2 білий слон · h2 білий пішак · c1 біла тура · g1 білий король | a8 чорна тура · b8 чорний кінь · d8 чорний ферзь · e8 чорна тура · f8 чорний слон · g8 чорний король · b7 чорний пішак · c7 чорний пішак · f7 чорний пішак · g7 чорний пішак · h7 чорний пішак · a5 чорний пішак · d5 чорний слон · e5 чорний пішак · a4 білий ферзь · a3 білий пішак · d3 білий пішак · e3 білий слон · f3 білий кінь · g3 білий пішак · b2 білий пішак · c2 біла тура · e2 білий пішак · f2 білий пішак · g2 білий слон · h2 білий пішак · c1 біла тура · g1 білий король | a8 чорна тура · b8 чорний кінь · d8 чорний ферзь · e8 чорна тура · f8 чорний слон · g8 чорний король · b7 чорний пішак · c7 чорний пішак · f7 чорний пішак · g7 чорний пішак · h7 чорний пішак · a5 чорний пішак · d5 чорний слон · e5 чорний пішак · a4 білий ферзь · a3 білий пішак · d3 білий пішак · e3 білий слон · f3 білий кінь · g3 білий пішак · b2 білий пішак · c2 біла тура · e2 білий пішак · f2 білий пішак · g2 білий слон · h2 білий пішак · c1 біла тура · g1 білий король | a8 чорна тура · b8 чорний кінь · d8 чорний ферзь · e8 чорна тура · f8 чорний слон · g8 чорний король · b7 чорний пішак · c7 чорний пішак · f7 чорний пішак · g7 чорний пішак · h7 чорний пішак · a5 чорний пішак · d5 чорний слон · e5 чорний пішак · a4 білий ферзь · a3 білий пішак · d3 білий пішак · e3 білий слон · f3 білий кінь · g3 білий пішак · b2 білий пішак · c2 біла тура · e2 білий пішак · f2 білий пішак · g2 білий слон · h2 білий пішак · c1 біла тура · g1 білий король | a8 чорна тура · b8 чорний кінь · d8 чорний ферзь · e8 чорна тура · f8 чорний слон · g8 чорний король · b7 чорний пішак · c7 чорний пішак · f7 чорний пішак · g7 чорний пішак · h7 чорний пішак · a5 чорний пішак · d5 чорний слон · e5 чорний пішак · a4 білий ферзь · a3 білий пішак · d3 білий пішак · e3 білий слон · f3 білий кінь · g3 білий пішак · b2 білий пішак · c2 біла тура · e2 білий пішак · f2 білий пішак · g2 білий слон · h2 білий пішак · c1 біла тура · g1 білий король | a8 чорна тура · b8 чорний кінь · d8 чорний ферзь · e8 чорна тура · f8 чорний слон · g8 чорний король · b7 чорний пішак · c7 чорний пішак · f7 чорний пішак · g7 чорний пішак · h7 чорний пішак · a5 чорний пішак · d5 чорний слон · e5 чорний пішак · a4 білий ферзь · a3 білий пішак · d3 білий пішак · e3 білий слон · f3 білий кінь · g3 білий пішак · b2 білий пішак · c2 біла тура · e2 білий пішак · f2 білий пішак · g2 білий слон · h2 білий пішак · c1 біла тура · g1 білий король | a8 чорна тура · b8 чорний кінь · d8 чорний ферзь · e8 чорна тура · f8 чорний слон · g8 чорний король · b7 чорний пішак · c7 чорний пішак · f7 чорний пішак · g7 чорний пішак · h7 чорний пішак · a5 чорний пішак · d5 чорний слон · e5 чорний пішак · a4 білий ферзь · a3 білий пішак · d3 білий пішак · e3 білий слон · f3 білий кінь · g3 білий пішак · b2 білий пішак · c2 біла тура · e2 білий пішак · f2 білий пішак · g2 білий слон · h2 білий пішак · c1 біла тура · g1 білий король | a8 чорна тура · b8 чорний кінь · d8 чорний ферзь · e8 чорна тура · f8 чорний слон · g8 чорний король · b7 чорний пішак · c7 чорний пішак · f7 чорний пішак · g7 чорний пішак · h7 чорний пішак · a5 чорний пішак · d5 чорний слон · e5 чорний пішак · a4 білий ферзь · a3 білий пішак · d3 білий пішак · e3 білий слон · f3 білий кінь · g3 білий пішак · b2 білий пішак · c2 біла тура · e2 білий пішак · f2 білий пішак · g2 білий слон · h2 білий пішак · c1 біла тура · g1 білий король | 6 |
| 5 | a8 чорна тура · b8 чорний кінь · d8 чорний ферзь · e8 чорна тура · f8 чорний слон · g8 чорний король · b7 чорний пішак · c7 чорний пішак · f7 чорний пішак · g7 чорний пішак · h7 чорний пішак · a5 чорний пішак · d5 чорний слон · e5 чорний пішак · a4 білий ферзь · a3 білий пішак · d3 білий пішак · e3 білий слон · f3 білий кінь · g3 білий пішак · b2 білий пішак · c2 біла тура · e2 білий пішак · f2 білий пішак · g2 білий слон · h2 білий пішак · c1 біла тура · g1 білий король | a8 чорна тура · b8 чорний кінь · d8 чорний ферзь · e8 чорна тура · f8 чорний слон · g8 чорний король · b7 чорний пішак · c7 чорний пішак · f7 чорний пішак · g7 чорний пішак · h7 чорний пішак · a5 чорний пішак · d5 чорний слон · e5 чорний пішак · a4 білий ферзь · a3 білий пішак · d3 білий пішак · e3 білий слон · f3 білий кінь · g3 білий пішак · b2 білий пішак · c2 біла тура · e2 білий пішак · f2 білий пішак · g2 білий слон · h2 білий пішак · c1 біла тура · g1 білий король | a8 чорна тура · b8 чорний кінь · d8 чорний ферзь · e8 чорна тура · f8 чорний слон · g8 чорний король · b7 чорний пішак · c7 чорний пішак · f7 чорний пішак · g7 чорний пішак · h7 чорний пішак · a5 чорний пішак · d5 чорний слон · e5 чорний пішак · a4 білий ферзь · a3 білий пішак · d3 білий пішак · e3 білий слон · f3 білий кінь · g3 білий пішак · b2 білий пішак · c2 біла тура · e2 білий пішак · f2 білий пішак · g2 білий слон · h2 білий пішак · c1 біла тура · g1 білий король | a8 чорна тура · b8 чорний кінь · d8 чорний ферзь · e8 чорна тура · f8 чорний слон · g8 чорний король · b7 чорний пішак · c7 чорний пішак · f7 чорний пішак · g7 чорний пішак · h7 чорний пішак · a5 чорний пішак · d5 чорний слон · e5 чорний пішак · a4 білий ферзь · a3 білий пішак · d3 білий пішак · e3 білий слон · f3 білий кінь · g3 білий пішак · b2 білий пішак · c2 біла тура · e2 білий пішак · f2 білий пішак · g2 білий слон · h2 білий пішак · c1 біла тура · g1 білий король | a8 чорна тура · b8 чорний кінь · d8 чорний ферзь · e8 чорна тура · f8 чорний слон · g8 чорний король · b7 чорний пішак · c7 чорний пішак · f7 чорний пішак · g7 чорний пішак · h7 чорний пішак · a5 чорний пішак · d5 чорний слон · e5 чорний пішак · a4 білий ферзь · a3 білий пішак · d3 білий пішак · e3 білий слон · f3 білий кінь · g3 білий пішак · b2 білий пішак · c2 біла тура · e2 білий пішак · f2 білий пішак · g2 білий слон · h2 білий пішак · c1 біла тура · g1 білий король | a8 чорна тура · b8 чорний кінь · d8 чорний ферзь · e8 чорна тура · f8 чорний слон · g8 чорний король · b7 чорний пішак · c7 чорний пішак · f7 чорний пішак · g7 чорний пішак · h7 чорний пішак · a5 чорний пішак · d5 чорний слон · e5 чорний пішак · a4 білий ферзь · a3 білий пішак · d3 білий пішак · e3 білий слон · f3 білий кінь · g3 білий пішак · b2 білий пішак · c2 біла тура · e2 білий пішак · f2 білий пішак · g2 білий слон · h2 білий пішак · c1 біла тура · g1 білий король | a8 чорна тура · b8 чорний кінь · d8 чорний ферзь · e8 чорна тура · f8 чорний слон · g8 чорний король · b7 чорний пішак · c7 чорний пішак · f7 чорний пішак · g7 чорний пішак · h7 чорний пішак · a5 чорний пішак · d5 чорний слон · e5 чорний пішак · a4 білий ферзь · a3 білий пішак · d3 білий пішак · e3 білий слон · f3 білий кінь · g3 білий пішак · b2 білий пішак · c2 біла тура · e2 білий пішак · f2 білий пішак · g2 білий слон · h2 білий пішак · c1 біла тура · g1 білий король | a8 чорна тура · b8 чорний кінь · d8 чорний ферзь · e8 чорна тура · f8 чорний слон · g8 чорний король · b7 чорний пішак · c7 чорний пішак · f7 чорний пішак · g7 чорний пішак · h7 чорний пішак · a5 чорний пішак · d5 чорний слон · e5 чорний пішак · a4 білий ферзь · a3 білий пішак · d3 білий пішак · e3 білий слон · f3 білий кінь · g3 білий пішак · b2 білий пішак · c2 біла тура · e2 білий пішак · f2 білий пішак · g2 білий слон · h2 білий пішак · c1 біла тура · g1 білий король | 5 |
| 4 | a8 чорна тура · b8 чорний кінь · d8 чорний ферзь · e8 чорна тура · f8 чорний слон · g8 чорний король · b7 чорний пішак · c7 чорний пішак · f7 чорний пішак · g7 чорний пішак · h7 чорний пішак · a5 чорний пішак · d5 чорний слон · e5 чорний пішак · a4 білий ферзь · a3 білий пішак · d3 білий пішак · e3 білий слон · f3 білий кінь · g3 білий пішак · b2 білий пішак · c2 біла тура · e2 білий пішак · f2 білий пішак · g2 білий слон · h2 білий пішак · c1 біла тура · g1 білий король | a8 чорна тура · b8 чорний кінь · d8 чорний ферзь · e8 чорна тура · f8 чорний слон · g8 чорний король · b7 чорний пішак · c7 чорний пішак · f7 чорний пішак · g7 чорний пішак · h7 чорний пішак · a5 чорний пішак · d5 чорний слон · e5 чорний пішак · a4 білий ферзь · a3 білий пішак · d3 білий пішак · e3 білий слон · f3 білий кінь · g3 білий пішак · b2 білий пішак · c2 біла тура · e2 білий пішак · f2 білий пішак · g2 білий слон · h2 білий пішак · c1 біла тура · g1 білий король | a8 чорна тура · b8 чорний кінь · d8 чорний ферзь · e8 чорна тура · f8 чорний слон · g8 чорний король · b7 чорний пішак · c7 чорний пішак · f7 чорний пішак · g7 чорний пішак · h7 чорний пішак · a5 чорний пішак · d5 чорний слон · e5 чорний пішак · a4 білий ферзь · a3 білий пішак · d3 білий пішак · e3 білий слон · f3 білий кінь · g3 білий пішак · b2 білий пішак · c2 біла тура · e2 білий пішак · f2 білий пішак · g2 білий слон · h2 білий пішак · c1 біла тура · g1 білий король | a8 чорна тура · b8 чорний кінь · d8 чорний ферзь · e8 чорна тура · f8 чорний слон · g8 чорний король · b7 чорний пішак · c7 чорний пішак · f7 чорний пішак · g7 чорний пішак · h7 чорний пішак · a5 чорний пішак · d5 чорний слон · e5 чорний пішак · a4 білий ферзь · a3 білий пішак · d3 білий пішак · e3 білий слон · f3 білий кінь · g3 білий пішак · b2 білий пішак · c2 біла тура · e2 білий пішак · f2 білий пішак · g2 білий слон · h2 білий пішак · c1 біла тура · g1 білий король | a8 чорна тура · b8 чорний кінь · d8 чорний ферзь · e8 чорна тура · f8 чорний слон · g8 чорний король · b7 чорний пішак · c7 чорний пішак · f7 чорний пішак · g7 чорний пішак · h7 чорний пішак · a5 чорний пішак · d5 чорний слон · e5 чорний пішак · a4 білий ферзь · a3 білий пішак · d3 білий пішак · e3 білий слон · f3 білий кінь · g3 білий пішак · b2 білий пішак · c2 біла тура · e2 білий пішак · f2 білий пішак · g2 білий слон · h2 білий пішак · c1 біла тура · g1 білий король | a8 чорна тура · b8 чорний кінь · d8 чорний ферзь · e8 чорна тура · f8 чорний слон · g8 чорний король · b7 чорний пішак · c7 чорний пішак · f7 чорний пішак · g7 чорний пішак · h7 чорний пішак · a5 чорний пішак · d5 чорний слон · e5 чорний пішак · a4 білий ферзь · a3 білий пішак · d3 білий пішак · e3 білий слон · f3 білий кінь · g3 білий пішак · b2 білий пішак · c2 біла тура · e2 білий пішак · f2 білий пішак · g2 білий слон · h2 білий пішак · c1 біла тура · g1 білий король | a8 чорна тура · b8 чорний кінь · d8 чорний ферзь · e8 чорна тура · f8 чорний слон · g8 чорний король · b7 чорний пішак · c7 чорний пішак · f7 чорний пішак · g7 чорний пішак · h7 чорний пішак · a5 чорний пішак · d5 чорний слон · e5 чорний пішак · a4 білий ферзь · a3 білий пішак · d3 білий пішак · e3 білий слон · f3 білий кінь · g3 білий пішак · b2 білий пішак · c2 біла тура · e2 білий пішак · f2 білий пішак · g2 білий слон · h2 білий пішак · c1 біла тура · g1 білий король | a8 чорна тура · b8 чорний кінь · d8 чорний ферзь · e8 чорна тура · f8 чорний слон · g8 чорний король · b7 чорний пішак · c7 чорний пішак · f7 чорний пішак · g7 чорний пішак · h7 чорний пішак · a5 чорний пішак · d5 чорний слон · e5 чорний пішак · a4 білий ферзь · a3 білий пішак · d3 білий пішак · e3 білий слон · f3 білий кінь · g3 білий пішак · b2 білий пішак · c2 біла тура · e2 білий пішак · f2 білий пішак · g2 білий слон · h2 білий пішак · c1 біла тура · g1 білий король | 4 |
| 3 | a8 чорна тура · b8 чорний кінь · d8 чорний ферзь · e8 чорна тура · f8 чорний слон · g8 чорний король · b7 чорний пішак · c7 чорний пішак · f7 чорний пішак · g7 чорний пішак · h7 чорний пішак · a5 чорний пішак · d5 чорний слон · e5 чорний пішак · a4 білий ферзь · a3 білий пішак · d3 білий пішак · e3 білий слон · f3 білий кінь · g3 білий пішак · b2 білий пішак · c2 біла тура · e2 білий пішак · f2 білий пішак · g2 білий слон · h2 білий пішак · c1 біла тура · g1 білий король | a8 чорна тура · b8 чорний кінь · d8 чорний ферзь · e8 чорна тура · f8 чорний слон · g8 чорний король · b7 чорний пішак · c7 чорний пішак · f7 чорний пішак · g7 чорний пішак · h7 чорний пішак · a5 чорний пішак · d5 чорний слон · e5 чорний пішак · a4 білий ферзь · a3 білий пішак · d3 білий пішак · e3 білий слон · f3 білий кінь · g3 білий пішак · b2 білий пішак · c2 біла тура · e2 білий пішак · f2 білий пішак · g2 білий слон · h2 білий пішак · c1 біла тура · g1 білий король | a8 чорна тура · b8 чорний кінь · d8 чорний ферзь · e8 чорна тура · f8 чорний слон · g8 чорний король · b7 чорний пішак · c7 чорний пішак · f7 чорний пішак · g7 чорний пішак · h7 чорний пішак · a5 чорний пішак · d5 чорний слон · e5 чорний пішак · a4 білий ферзь · a3 білий пішак · d3 білий пішак · e3 білий слон · f3 білий кінь · g3 білий пішак · b2 білий пішак · c2 біла тура · e2 білий пішак · f2 білий пішак · g2 білий слон · h2 білий пішак · c1 біла тура · g1 білий король | a8 чорна тура · b8 чорний кінь · d8 чорний ферзь · e8 чорна тура · f8 чорний слон · g8 чорний король · b7 чорний пішак · c7 чорний пішак · f7 чорний пішак · g7 чорний пішак · h7 чорний пішак · a5 чорний пішак · d5 чорний слон · e5 чорний пішак · a4 білий ферзь · a3 білий пішак · d3 білий пішак · e3 білий слон · f3 білий кінь · g3 білий пішак · b2 білий пішак · c2 біла тура · e2 білий пішак · f2 білий пішак · g2 білий слон · h2 білий пішак · c1 біла тура · g1 білий король | a8 чорна тура · b8 чорний кінь · d8 чорний ферзь · e8 чорна тура · f8 чорний слон · g8 чорний король · b7 чорний пішак · c7 чорний пішак · f7 чорний пішак · g7 чорний пішак · h7 чорний пішак · a5 чорний пішак · d5 чорний слон · e5 чорний пішак · a4 білий ферзь · a3 білий пішак · d3 білий пішак · e3 білий слон · f3 білий кінь · g3 білий пішак · b2 білий пішак · c2 біла тура · e2 білий пішак · f2 білий пішак · g2 білий слон · h2 білий пішак · c1 біла тура · g1 білий король | a8 чорна тура · b8 чорний кінь · d8 чорний ферзь · e8 чорна тура · f8 чорний слон · g8 чорний король · b7 чорний пішак · c7 чорний пішак · f7 чорний пішак · g7 чорний пішак · h7 чорний пішак · a5 чорний пішак · d5 чорний слон · e5 чорний пішак · a4 білий ферзь · a3 білий пішак · d3 білий пішак · e3 білий слон · f3 білий кінь · g3 білий пішак · b2 білий пішак · c2 біла тура · e2 білий пішак · f2 білий пішак · g2 білий слон · h2 білий пішак · c1 біла тура · g1 білий король | a8 чорна тура · b8 чорний кінь · d8 чорний ферзь · e8 чорна тура · f8 чорний слон · g8 чорний король · b7 чорний пішак · c7 чорний пішак · f7 чорний пішак · g7 чорний пішак · h7 чорний пішак · a5 чорний пішак · d5 чорний слон · e5 чорний пішак · a4 білий ферзь · a3 білий пішак · d3 білий пішак · e3 білий слон · f3 білий кінь · g3 білий пішак · b2 білий пішак · c2 біла тура · e2 білий пішак · f2 білий пішак · g2 білий слон · h2 білий пішак · c1 біла тура · g1 білий король | a8 чорна тура · b8 чорний кінь · d8 чорний ферзь · e8 чорна тура · f8 чорний слон · g8 чорний король · b7 чорний пішак · c7 чорний пішак · f7 чорний пішак · g7 чорний пішак · h7 чорний пішак · a5 чорний пішак · d5 чорний слон · e5 чорний пішак · a4 білий ферзь · a3 білий пішак · d3 білий пішак · e3 білий слон · f3 білий кінь · g3 білий пішак · b2 білий пішак · c2 біла тура · e2 білий пішак · f2 білий пішак · g2 білий слон · h2 білий пішак · c1 біла тура · g1 білий король | 3 |
| 2 | a8 чорна тура · b8 чорний кінь · d8 чорний ферзь · e8 чорна тура · f8 чорний слон · g8 чорний король · b7 чорний пішак · c7 чорний пішак · f7 чорний пішак · g7 чорний пішак · h7 чорний пішак · a5 чорний пішак · d5 чорний слон · e5 чорний пішак · a4 білий ферзь · a3 білий пішак · d3 білий пішак · e3 білий слон · f3 білий кінь · g3 білий пішак · b2 білий пішак · c2 біла тура · e2 білий пішак · f2 білий пішак · g2 білий слон · h2 білий пішак · c1 біла тура · g1 білий король | a8 чорна тура · b8 чорний кінь · d8 чорний ферзь · e8 чорна тура · f8 чорний слон · g8 чорний король · b7 чорний пішак · c7 чорний пішак · f7 чорний пішак · g7 чорний пішак · h7 чорний пішак · a5 чорний пішак · d5 чорний слон · e5 чорний пішак · a4 білий ферзь · a3 білий пішак · d3 білий пішак · e3 білий слон · f3 білий кінь · g3 білий пішак · b2 білий пішак · c2 біла тура · e2 білий пішак · f2 білий пішак · g2 білий слон · h2 білий пішак · c1 біла тура · g1 білий король | a8 чорна тура · b8 чорний кінь · d8 чорний ферзь · e8 чорна тура · f8 чорний слон · g8 чорний король · b7 чорний пішак · c7 чорний пішак · f7 чорний пішак · g7 чорний пішак · h7 чорний пішак · a5 чорний пішак · d5 чорний слон · e5 чорний пішак · a4 білий ферзь · a3 білий пішак · d3 білий пішак · e3 білий слон · f3 білий кінь · g3 білий пішак · b2 білий пішак · c2 біла тура · e2 білий пішак · f2 білий пішак · g2 білий слон · h2 білий пішак · c1 біла тура · g1 білий король | a8 чорна тура · b8 чорний кінь · d8 чорний ферзь · e8 чорна тура · f8 чорний слон · g8 чорний король · b7 чорний пішак · c7 чорний пішак · f7 чорний пішак · g7 чорний пішак · h7 чорний пішак · a5 чорний пішак · d5 чорний слон · e5 чорний пішак · a4 білий ферзь · a3 білий пішак · d3 білий пішак · e3 білий слон · f3 білий кінь · g3 білий пішак · b2 білий пішак · c2 біла тура · e2 білий пішак · f2 білий пішак · g2 білий слон · h2 білий пішак · c1 біла тура · g1 білий король | a8 чорна тура · b8 чорний кінь · d8 чорний ферзь · e8 чорна тура · f8 чорний слон · g8 чорний король · b7 чорний пішак · c7 чорний пішак · f7 чорний пішак · g7 чорний пішак · h7 чорний пішак · a5 чорний пішак · d5 чорний слон · e5 чорний пішак · a4 білий ферзь · a3 білий пішак · d3 білий пішак · e3 білий слон · f3 білий кінь · g3 білий пішак · b2 білий пішак · c2 біла тура · e2 білий пішак · f2 білий пішак · g2 білий слон · h2 білий пішак · c1 біла тура · g1 білий король | a8 чорна тура · b8 чорний кінь · d8 чорний ферзь · e8 чорна тура · f8 чорний слон · g8 чорний король · b7 чорний пішак · c7 чорний пішак · f7 чорний пішак · g7 чорний пішак · h7 чорний пішак · a5 чорний пішак · d5 чорний слон · e5 чорний пішак · a4 білий ферзь · a3 білий пішак · d3 білий пішак · e3 білий слон · f3 білий кінь · g3 білий пішак · b2 білий пішак · c2 біла тура · e2 білий пішак · f2 білий пішак · g2 білий слон · h2 білий пішак · c1 біла тура · g1 білий король | a8 чорна тура · b8 чорний кінь · d8 чорний ферзь · e8 чорна тура · f8 чорний слон · g8 чорний король · b7 чорний пішак · c7 чорний пішак · f7 чорний пішак · g7 чорний пішак · h7 чорний пішак · a5 чорний пішак · d5 чорний слон · e5 чорний пішак · a4 білий ферзь · a3 білий пішак · d3 білий пішак · e3 білий слон · f3 білий кінь · g3 білий пішак · b2 білий пішак · c2 біла тура · e2 білий пішак · f2 білий пішак · g2 білий слон · h2 білий пішак · c1 біла тура · g1 білий король | a8 чорна тура · b8 чорний кінь · d8 чорний ферзь · e8 чорна тура · f8 чорний слон · g8 чорний король · b7 чорний пішак · c7 чорний пішак · f7 чорний пішак · g7 чорний пішак · h7 чорний пішак · a5 чорний пішак · d5 чорний слон · e5 чорний пішак · a4 білий ферзь · a3 білий пішак · d3 білий пішак · e3 білий слон · f3 білий кінь · g3 білий пішак · b2 білий пішак · c2 біла тура · e2 білий пішак · f2 білий пішак · g2 білий слон · h2 білий пішак · c1 біла тура · g1 білий король | 2 |
| 1 | a8 чорна тура · b8 чорний кінь · d8 чорний ферзь · e8 чорна тура · f8 чорний слон · g8 чорний король · b7 чорний пішак · c7 чорний пішак · f7 чорний пішак · g7 чорний пішак · h7 чорний пішак · a5 чорний пішак · d5 чорний слон · e5 чорний пішак · a4 білий ферзь · a3 білий пішак · d3 білий пішак · e3 білий слон · f3 білий кінь · g3 білий пішак · b2 білий пішак · c2 біла тура · e2 білий пішак · f2 білий пішак · g2 білий слон · h2 білий пішак · c1 біла тура · g1 білий король | a8 чорна тура · b8 чорний кінь · d8 чорний ферзь · e8 чорна тура · f8 чорний слон · g8 чорний король · b7 чорний пішак · c7 чорний пішак · f7 чорний пішак · g7 чорний пішак · h7 чорний пішак · a5 чорний пішак · d5 чорний слон · e5 чорний пішак · a4 білий ферзь · a3 білий пішак · d3 білий пішак · e3 білий слон · f3 білий кінь · g3 білий пішак · b2 білий пішак · c2 біла тура · e2 білий пішак · f2 білий пішак · g2 білий слон · h2 білий пішак · c1 біла тура · g1 білий король | a8 чорна тура · b8 чорний кінь · d8 чорний ферзь · e8 чорна тура · f8 чорний слон · g8 чорний король · b7 чорний пішак · c7 чорний пішак · f7 чорний пішак · g7 чорний пішак · h7 чорний пішак · a5 чорний пішак · d5 чорний слон · e5 чорний пішак · a4 білий ферзь · a3 білий пішак · d3 білий пішак · e3 білий слон · f3 білий кінь · g3 білий пішак · b2 білий пішак · c2 біла тура · e2 білий пішак · f2 білий пішак · g2 білий слон · h2 білий пішак · c1 біла тура · g1 білий король | a8 чорна тура · b8 чорний кінь · d8 чорний ферзь · e8 чорна тура · f8 чорний слон · g8 чорний король · b7 чорний пішак · c7 чорний пішак · f7 чорний пішак · g7 чорний пішак · h7 чорний пішак · a5 чорний пішак · d5 чорний слон · e5 чорний пішак · a4 білий ферзь · a3 білий пішак · d3 білий пішак · e3 білий слон · f3 білий кінь · g3 білий пішак · b2 білий пішак · c2 біла тура · e2 білий пішак · f2 білий пішак · g2 білий слон · h2 білий пішак · c1 біла тура · g1 білий король | a8 чорна тура · b8 чорний кінь · d8 чорний ферзь · e8 чорна тура · f8 чорний слон · g8 чорний король · b7 чорний пішак · c7 чорний пішак · f7 чорний пішак · g7 чорний пішак · h7 чорний пішак · a5 чорний пішак · d5 чорний слон · e5 чорний пішак · a4 білий ферзь · a3 білий пішак · d3 білий пішак · e3 білий слон · f3 білий кінь · g3 білий пішак · b2 білий пішак · c2 біла тура · e2 білий пішак · f2 білий пішак · g2 білий слон · h2 білий пішак · c1 біла тура · g1 білий король | a8 чорна тура · b8 чорний кінь · d8 чорний ферзь · e8 чорна тура · f8 чорний слон · g8 чорний король · b7 чорний пішак · c7 чорний пішак · f7 чорний пішак · g7 чорний пішак · h7 чорний пішак · a5 чорний пішак · d5 чорний слон · e5 чорний пішак · a4 білий ферзь · a3 білий пішак · d3 білий пішак · e3 білий слон · f3 білий кінь · g3 білий пішак · b2 білий пішак · c2 біла тура · e2 білий пішак · f2 білий пішак · g2 білий слон · h2 білий пішак · c1 біла тура · g1 білий король | a8 чорна тура · b8 чорний кінь · d8 чорний ферзь · e8 чорна тура · f8 чорний слон · g8 чорний король · b7 чорний пішак · c7 чорний пішак · f7 чорний пішак · g7 чорний пішак · h7 чорний пішак · a5 чорний пішак · d5 чорний слон · e5 чорний пішак · a4 білий ферзь · a3 білий пішак · d3 білий пішак · e3 білий слон · f3 білий кінь · g3 білий пішак · b2 білий пішак · c2 біла тура · e2 білий пішак · f2 білий пішак · g2 білий слон · h2 білий пішак · c1 біла тура · g1 білий король | a8 чорна тура · b8 чорний кінь · d8 чорний ферзь · e8 чорна тура · f8 чорний слон · g8 чорний король · b7 чорний пішак · c7 чорний пішак · f7 чорний пішак · g7 чорний пішак · h7 чорний пішак · a5 чорний пішак · d5 чорний слон · e5 чорний пішак · a4 білий ферзь · a3 білий пішак · d3 білий пішак · e3 білий слон · f3 білий кінь · g3 білий пішак · b2 білий пішак · c2 біла тура · e2 білий пішак · f2 білий пішак · g2 білий слон · h2 білий пішак · c1 біла тура · g1 білий король | 1 |
|   | a | b | c | d | e | f | g | h |   |

У партії 1968 року Ботвинник — Портіш  білі підготували вторгнення по вертикалі с. 
16. Л: з7! Сс6 
17. Л1: с6 
Доводиться зробити позиційну жертву якості, щоб тура залишилась на сьомій горизонталі. 
17... bc
18. Л:f7 h6 
Чорний король не може побити туру: 18... Кр:f7 19. Фс4+ Kpg6 20. Фg4+ Kpf7 Kg5+ з неминучими великими матеріальними втратами з боку чорних. 
19. Лb7 
Вторгнення білої тури порушило взаємодію чорних фігур та розкрило короля. Далі партія продовжилась: 
19... Фс8 
20. Фс4 + Крh8 
На 20... Фе6 21. До: е5 
21. Кh4 Ф: b7 
22. Kg6+ Kph7 
23. Ce4 Cd6 
24. K:e5+ g6 
25. C:g6+ Kpg7 
26. C:h6+
1 — 0 